# Eupalamus melacneme
Eupalamus melacneme là một loài tò vò trong họ Ichneumonidae.